# Bampton (Oxfordshire)
Bampton è un villaggio e parrocchia civile dell'Inghilterra, appartenente alla contea dell'Oxfordshire.